# Quinta Avenida (línea Flushing)
Quinta Avenida–Bryant Park es una estación en la línea Flushing del Metro de Nueva York de la A del Interborough Rapid Transit Company (IRT). La estación se encuentra localizada en el distrito Midtown Manhattan en Manhattan entre Bowery y la Quinta Avenida, la Calle 42 Oeste. La estación es servida todo el tiempo por los trenes del servicio <7>. La estación se encuentra cerca del Bryant Park.